# Eleições presidenciais portuguesas de 2001 no distrito de Santarém
| Eleições presidenciais portuguesas de 2001 Distritos: Aveiro \| Beja \| Braga \| Bragança \| Castelo Branco \| Coimbra \| Évora \| Faro \| Guarda \| Leiria \| Lisboa \| Portalegre \| Porto \| Santarém \| Setúbal \| Viana do Castelo \| Vila Real \| Viseu \| Açores \| Madeira \| Estrangeiro |

## Resultados por Concelho
Os resultados nos concelhos do Distrito de Santarém foram os seguintes:

### Abrantes
| Candidato               | Candidato                  | Votos  | %               |
| ----------------------- | -------------------------- | ------ | --------------- |
|                         | Jorge Sampaio              | 12 727 | 64,68 / 100,00  |
|                         | Joaquim Ferreira do Amaral | 5 021  | 25,52 / 100,00  |
|                         | António Abreu              | 835    | 4,24 / 100,00   |
|                         | Fernando Rosas             | 762    | 3,87 / 100,00   |
|                         | António Garcia Pereira     | 333    | 1,69 / 100,00   |
| Votos Inválidos         | Votos Inválidos            | 633    | 3,12 / 100,00   |
| Total                   | Total                      | 20 311 | 100,00 / 100,00 |
| Eleitorado/Participação | Eleitorado/Participação    | 39 042 | 52,02 / 100,00  |

### Alcanena
| Candidato               | Candidato                  | Votos  | %               |
| ----------------------- | -------------------------- | ------ | --------------- |
|                         | Jorge Sampaio              | 3 508  | 52,65 / 100,00  |
|                         | Joaquim Ferreira do Amaral | 2 484  | 37,28 / 100,00  |
|                         | António Abreu              | 394    | 5,91 / 100,00   |
|                         | Fernando Rosas             | 185    | 2,78 / 100,00   |
|                         | António Garcia Pereira     | 92     | 1,38 / 100,00   |
| Votos Inválidos         | Votos Inválidos            | 282    | 4,06 / 100,00   |
| Total                   | Total                      | 6 945  | 100,00 / 100,00 |
| Eleitorado/Participação | Eleitorado/Participação    | 12 575 | 55,23 / 100,00  |

### Almeirim
| Candidato               | Candidato                  | Votos  | %               |
| ----------------------- | -------------------------- | ------ | --------------- |
|                         | Jorge Sampaio              | 5 848  | 67,70 / 100,00  |
|                         | Joaquim Ferreira do Amaral | 1 971  | 22,82 / 100,00  |
|                         | António Abreu              | 518    | 6,00 / 100,00   |
|                         | Fernando Rosas             | 222    | 2,57 / 100,00   |
|                         | António Garcia Pereira     | 79     | 0,91 / 100,00   |
| Votos Inválidos         | Votos Inválidos            | 234    | 2,64 / 100,00   |
| Total                   | Total                      | 8 872  | 100,00 / 100,00 |
| Eleitorado/Participação | Eleitorado/Participação    | 18 356 | 48,33 / 100,00  |

### Alpiarça
| Candidato               | Candidato                  | Votos | %               |
| ----------------------- | -------------------------- | ----- | --------------- |
|                         | Jorge Sampaio              | 2 057 | 56,87 / 100,00  |
|                         | António Abreu              | 996   | 27,54 / 100,00  |
|                         | Joaquim Ferreira do Amaral | 404   | 11,17 / 100,00  |
|                         | Fernando Rosas             | 134   | 3,70 / 100,00   |
|                         | António Garcia Pereira     | 26    | 0,72 / 100,00   |
| Votos Inválidos         | Votos Inválidos            | 95    | 2,56 / 100,00   |
| Total                   | Total                      | 3 712 | 100,00 / 100,00 |
| Eleitorado/Participação | Eleitorado/Participação    | 6 689 | 55,49 / 100,00  |

### Benavente
| Candidato               | Candidato                  | Votos  | %               |
| ----------------------- | -------------------------- | ------ | --------------- |
|                         | Jorge Sampaio              | 4 383  | 57,57 / 100,00  |
|                         | Joaquim Ferreira do Amaral | 1 902  | 24,98 / 100,00  |
|                         | António Abreu              | 967    | 12,70 / 100,00  |
|                         | Fernando Rosas             | 231    | 3,03 / 100,00   |
|                         | António Garcia Pereira     | 131    | 1,72 / 100,00   |
| Votos Inválidos         | Votos Inválidos            | 237    | 3,02 / 100,00   |
| Total                   | Total                      | 7 851  | 100,00 / 100,00 |
| Eleitorado/Participação | Eleitorado/Participação    | 17 340 | 45,28 / 100,00  |

### Cartaxo
| Candidato               | Candidato                  | Votos  | %               |
| ----------------------- | -------------------------- | ------ | --------------- |
|                         | Jorge Sampaio              | 6 324  | 64,78 / 100,00  |
|                         | Joaquim Ferreira do Amaral | 2 294  | 23,50 / 100,00  |
|                         | António Abreu              | 645    | 6,61 / 100,00   |
|                         | Fernando Rosas             | 315    | 3,23 / 100,00   |
|                         | António Garcia Pereira     | 185    | 1,89 / 100,00   |
| Votos Inválidos         | Votos Inválidos            | 329    | 3,26 / 100,00   |
| Total                   | Total                      | 10 092 | 100,00 / 100,00 |
| Eleitorado/Participação | Eleitorado/Participação    | 19 370 | 52,10 / 100,00  |

### Chamusca
| Candidato               | Candidato                  | Votos  | %               |
| ----------------------- | -------------------------- | ------ | --------------- |
|                         | Jorge Sampaio              | 3 156  | 66,60 / 100,00  |
|                         | Joaquim Ferreira do Amaral | 892    | 18,82 / 100,00  |
|                         | António Abreu              | 482    | 10,17 / 100,00  |
|                         | Fernando Rosas             | 148    | 3,12 / 100,00   |
|                         | António Garcia Pereira     | 61     | 1,29 / 100,00   |
| Votos Inválidos         | Votos Inválidos            | 116    | 2,39 / 100,00   |
| Total                   | Total                      | 4 855  | 100,00 / 100,00 |
| Eleitorado/Participação | Eleitorado/Participação    | 10 048 | 48,32 / 100,00  |

### Constância
| Candidato               | Candidato                  | Votos | %               |
| ----------------------- | -------------------------- | ----- | --------------- |
|                         | Jorge Sampaio              | 1 272 | 70,24 / 100,00  |
|                         | Joaquim Ferreira do Amaral | 371   | 20,49 / 100,00  |
|                         | António Abreu              | 96    | 5,30 / 100,00   |
|                         | Fernando Rosas             | 45    | 2,48 / 100,00   |
|                         | António Garcia Pereira     | 27    | 1,49 / 100,00   |
| Votos Inválidos         | Votos Inválidos            | 59    | 3,16 / 100,00   |
| Total                   | Total                      | 1 870 | 100,00 / 100,00 |
| Eleitorado/Participação | Eleitorado/Participação    | 3 240 | 57,72 / 100,00  |

### Coruche
| Candidato               | Candidato                  | Votos  | %               |
| ----------------------- | -------------------------- | ------ | --------------- |
|                         | Jorge Sampaio              | 5 741  | 61,22 / 100,00  |
|                         | Joaquim Ferreira do Amaral | 1 881  | 20,06 / 100,00  |
|                         | António Abreu              | 1 403  | 14,96 / 100,00  |
|                         | Fernando Rosas             | 249    | 2,66 / 100,00   |
|                         | António Garcia Pereira     | 104    | 1,11 / 100,00   |
| Votos Inválidos         | Votos Inválidos            | 176    | 1,84 / 100,00   |
| Total                   | Total                      | 9 554  | 100,00 / 100,00 |
| Eleitorado/Participação | Eleitorado/Participação    | 20 322 | 47,01 / 100,00  |

### Entroncamento
| Candidato               | Candidato                  | Votos  | %               |
| ----------------------- | -------------------------- | ------ | --------------- |
|                         | Jorge Sampaio              | 4 875  | 61,54 / 100,00  |
|                         | Joaquim Ferreira do Amaral | 2 099  | 26,50 / 100,00  |
|                         | António Abreu              | 432    | 5,45 / 100,00   |
|                         | Fernando Rosas             | 360    | 4,54 / 100,00   |
|                         | António Garcia Pereira     | 156    | 1,17 / 100,00   |
| Votos Inválidos         | Votos Inválidos            | 318    | 3,86 / 100,00   |
| Total                   | Total                      | 8 240  | 100,00 / 100,00 |
| Eleitorado/Participação | Eleitorado/Participação    | 14 848 | 55,50 / 100,00  |

### Ferreira do Zêzere
| Candidato               | Candidato                  | Votos | %               |
| ----------------------- | -------------------------- | ----- | --------------- |
|                         | Joaquim Ferreira do Amaral | 2 276 | 48,24 / 100,00  |
|                         | Jorge Sampaio              | 2 192 | 46,46 / 100,00  |
|                         | Fernando Rosas             | 124   | 2,63 / 100,00   |
|                         | António Garcia Pereira     | 64    | 1,36 / 100,00   |
|                         | António Abreu              | 62    | 1,31 / 100,00   |
| Votos Inválidos         | Votos Inválidos            | 164   | 3,36 / 100,00   |
| Total                   | Total                      | 4 882 | 100,00 / 100,00 |
| Eleitorado/Participação | Eleitorado/Participação    | 8 469 | 57,65 / 100,00  |

### Golegã
| Candidato               | Candidato                  | Votos | %               |
| ----------------------- | -------------------------- | ----- | --------------- |
|                         | Jorge Sampaio              | 1 551 | 64,25 / 100,00  |
|                         | Joaquim Ferreira do Amaral | 545   | 22,58 / 100,00  |
|                         | António Abreu              | 236   | 9,78 / 100,00   |
|                         | Fernando Rosas             | 48    | 1,99 / 100,00   |
|                         | António Garcia Pereira     | 34    | 1,41 / 100,00   |
| Votos Inválidos         | Votos Inválidos            | 64    | 2,59 / 100,00   |
| Total                   | Total                      | 2 478 | 100,00 / 100,00 |
| Eleitorado/Participação | Eleitorado/Participação    | 4 772 | 51,93 / 100,00  |

### Mação
| Candidato               | Candidato                  | Votos | %               |
| ----------------------- | -------------------------- | ----- | --------------- |
|                         | Jorge Sampaio              | 2 588 | 49,75 / 100,00  |
|                         | Joaquim Ferreira do Amaral | 2 266 | 43,56 / 100,00  |
|                         | António Abreu              | 140   | 2,69 / 100,00   |
|                         | Fernando Rosas             | 132   | 2,54 / 100,00   |
|                         | António Garcia Pereira     | 76    | 1,46 / 100,00   |
| Votos Inválidos         | Votos Inválidos            | 173   | 3,22 / 100,00   |
| Total                   | Total                      | 5 375 | 100,00 / 100,00 |
| Eleitorado/Participação | Eleitorado/Participação    | 8 619 | 62,36 / 100,00  |

### Ourém
| Candidato               | Candidato                  | Votos  | %               |
| ----------------------- | -------------------------- | ------ | --------------- |
|                         | Joaquim Ferreira do Amaral | 12 667 | 63,43 / 100,00  |
|                         | Jorge Sampaio              | 6 450  | 32,30 / 100,00  |
|                         | Fernando Rosas             | 403    | 2,02 / 100,00   |
|                         | António Garcia Pereira     | 234    | 1,17 / 100,00   |
|                         | António Abreu              | 217    | 1,09 / 100,00   |
| Votos Inválidos         | Votos Inválidos            | 547    | 2,67 / 100,00   |
| Total                   | Total                      | 20 518 | 100,00 / 100,00 |
| Eleitorado/Participação | Eleitorado/Participação    | 36 884 | 55,63 / 100,00  |

### Rio Maior
| Candidato               | Candidato                  | Votos  | %               |
| ----------------------- | -------------------------- | ------ | --------------- |
|                         | Jorge Sampaio              | 4 483  | 49,98 / 100,00  |
|                         | Joaquim Ferreira do Amaral | 3 949  | 44,03 / 100,00  |
|                         | António Abreu              | 219    | 2,44 / 100,00   |
|                         | Fernando Rosas             | 185    | 2,06 / 100,00   |
|                         | António Garcia Pereira     | 133    | 1,48 / 100,00   |
| Votos Inválidos         | Votos Inválidos            | 328    | 3,53 / 100,00   |
| Total                   | Total                      | 9 297  | 100,00 / 100,00 |
| Eleitorado/Participação | Eleitorado/Participação    | 17 694 | 52,54 / 100,00  |

### Salvaterra de Magos
| Candidato               | Candidato                  | Votos  | %               |
| ----------------------- | -------------------------- | ------ | --------------- |
|                         | Jorge Sampaio              | 4 400  | 64,58 / 100,00  |
|                         | Joaquim Ferreira do Amaral | 1 464  | 21,49 / 100,00  |
|                         | António Abreu              | 527    | 7,74 / 100,00   |
|                         | Fernando Rosas             | 311    | 4,56 / 100,00   |
|                         | António Garcia Pereira     | 111    | 1,63 / 100,00   |
| Votos Inválidos         | Votos Inválidos            | 182    | 2,60 / 100,00   |
| Total                   | Total                      | 6 995  | 100,00 / 100,00 |
| Eleitorado/Participação | Eleitorado/Participação    | 16 489 | 42,42 / 100,00  |

### Santarém
| Candidato               | Candidato                  | Votos  | %               |
| ----------------------- | -------------------------- | ------ | --------------- |
|                         | Jorge Sampaio              | 16 384 | 58,61 / 100,00  |
|                         | Joaquim Ferreira do Amaral | 8 653  | 30,95 / 100,00  |
|                         | António Abreu              | 1 509  | 5,40 / 100,00   |
|                         | Fernando Rosas             | 963    | 3,44 / 100,00   |
|                         | António Garcia Pereira     | 447    | 1,60 / 100,00   |
| Votos Inválidos         | Votos Inválidos            | 1 047  | 3,61 / 100,00   |
| Total                   | Total                      | 29 003 | 100,00 / 100,00 |
| Eleitorado/Participação | Eleitorado/Participação    | 54 004 | 53,71 / 100,00  |

### Sardoal
| Candidato               | Candidato                  | Votos | %               |
| ----------------------- | -------------------------- | ----- | --------------- |
|                         | Jorge Sampaio              | 1 312 | 54,26 / 100,00  |
|                         | Joaquim Ferreira do Amaral | 941   | 38,92 / 100,00  |
|                         | Fernando Rosas             | 75    | 3,10 / 100,00   |
|                         | António Abreu              | 54    | 2,23 / 100,00   |
|                         | António Garcia Pereira     | 36    | 1,49 / 100,00   |
| Votos Inválidos         | Votos Inválidos            | 83    | 3,32 / 100,00   |
| Total                   | Total                      | 2 501 | 100,00 / 100,00 |
| Eleitorado/Participação | Eleitorado/Participação    | 3 810 | 65,64 / 100,00  |

### Tomar
| Candidato               | Candidato                  | Votos  | %               |
| ----------------------- | -------------------------- | ------ | --------------- |
|                         | Jorge Sampaio              | 11 097 | 55,12 / 100,00  |
|                         | Joaquim Ferreira do Amaral | 7 503  | 37,27 / 100,00  |
|                         | Fernando Rosas             | 665    | 3,30 / 100,00   |
|                         | António Abreu              | 559    | 2,78 / 100,00   |
|                         | António Garcia Pereira     | 309    | 1,53 / 100,00   |
| Votos Inválidos         | Votos Inválidos            | 808    | 3,86 / 100,00   |
| Total                   | Total                      | 20 941 | 100,00 / 100,00 |
| Eleitorado/Participação | Eleitorado/Participação    | 39 644 | 52,82 / 100,00  |

### Torres Novas
| Candidato               | Candidato                  | Votos  | %               |
| ----------------------- | -------------------------- | ------ | --------------- |
|                         | Jorge Sampaio              | 10 535 | 61,53 / 100,00  |
|                         | Joaquim Ferreira do Amaral | 4 799  | 28,03 / 100,00  |
|                         | António Abreu              | 894    | 5,22 / 100,00   |
|                         | Fernando Rosas             | 642    | 3,75 / 100,00   |
|                         | António Garcia Pereira     | 253    | 1,48 / 100,00   |
| Votos Inválidos         | Votos Inválidos            | 581    | 3,28 / 100,00   |
| Total                   | Total                      | 17 704 | 100,00 / 100,00 |
| Eleitorado/Participação | Eleitorado/Participação    | 32 076 | 55,19 / 100,00  |

### Vila Nova da Barquinha
| Candidato               | Candidato                  | Votos | %               |
| ----------------------- | -------------------------- | ----- | --------------- |
|                         | Jorge Sampaio              | 2 196 | 64,21 / 100,00  |
|                         | Joaquim Ferreira do Amaral | 876   | 25,61 / 100,00  |
|                         | António Abreu              | 159   | 4,65 / 100,00   |
|                         | Fernando Rosas             | 121   | 3,54 / 100,00   |
|                         | António Garcia Pereira     | 68    | 1,99 / 100,00   |
| Votos Inválidos         | Votos Inválidos            | 115   | 3,26 / 100,00   |
| Total                   | Total                      | 3 535 | 100,00 / 100,00 |
| Eleitorado/Participação | Eleitorado/Participação    | 6 543 | 54,03 / 100,00  |